# XXXI Gruppo
Il XXXI Gruppo era un gruppo di volo della Regia Aeronautica, attivo nel 7º Stormo.

## Storia

### Guerra d'Etiopia
Il XXXI Gruppo nasce il 1º settembre 1935 nell'Aeroporto di Poggio Renatico nell'ambito della Guerra d'Etiopia. Il 22 novembre 1935 arriva a Mogadiscio (poi Aeroporto Internazionale Aden Adde); il primo periodo è assorbito dal montaggio e messa a punto degli aerei. Dalla fine di dicembre le squadriglie risultano attive inquadrate nel Comando del 7º Stormo. Il reparto è costituito dalle seguenti unità:
- 65ª Squadriglia;
- 66ª Squadriglia.[1]

### Africa Orientale Italiana
Al 1º ottobre 1936 il XXXI Gruppo autonomo dell'Aeroporto di Giggiga è formato dal 65ª e 66ª Squadriglia da bombardamento e 108ª Squadriglia da ricognizione inquadrato nel Comando settore aeronautico sud di Mogadiscio dell'Africa Orientale Italiana.
Il 31 dicembre 1937 il Comando del XXXI Gruppo viene chiuso.
Il 15 dicembre 1936 costituisce all'Aeroporto di Aviano il 18° Stormo B.T. con il 37° Gruppo.

### Seconda guerra mondiale
Al 10 giugno 1940 il 31º Gruppo comandato dal Ten. Col. Giuseppe Bordin vola con i Fiat B.R.20 ad Aviano nel 18º Stormo Bombardamento Terrestre del Col. Paolo Altan della 1ª Squadra aerea.